# Foundational Model of Anatomy
O Foundational Model of Anatomy (FMA) é uma ontologia de referência no âmbito da anatomia. Trata-se de uma representação simbólica da estrutura canónica e fenotípica de um organismo; uma ontologia espaço-estrutural de entidades e relações anatómicas que formam a organização física de um organismo a todos os níveis destacados de granularidade.
O FMA é desenvolvido e mantido pelo Grupo de Informática Estrutural da Universidade de Washington.

## Descrição
A ontología FMA contém aproximadamente 75.000 classes, mais de 120.000 termos e mais de 2,1 milhões de instâncias de relação a mais de 168 tipos de relações.